# Franz-Rasso Böck
Franz-Rasso Böck (* 1957 in Pfronten) ist ein deutscher Historiker und Archivar.

## Leben und Wirken
Böck besuchte das Carl-von-Linde-Gymnasium in Kempten. Das Studium der Geschichte an der Universität Augsburg beendete er 1984 mit einer Magisterarbeit über die Bibliothek des ehemaligen Benediktinerklosters Sankt Mang zu Füssen. Seine 1988 vollendete, von Pankraz Fried betreute Dissertation untersucht die Übernahme des Fürststifts Kempten und der Reichsstadt Kempten durch den bayerischen Staat zu Beginn des 19. Jahrhunderts. Von 1992 bis 2023 leitete Böck als Nachfolger von Wolfgang Haberl das Kemptener Stadtarchiv. Seine Forschungen befassen sich schwerpunktmäßig mit der Kemptener Geschichte am Ende der Frühen Neuzeit und in der Moderne.
Böck ist Lehrbeauftragter für Geschichte an der Hochschule für angewandte Wissenschaften Kempten, beteiligt sich am Vortragsprogramm des Bezirks Schwaben an der Schwabenakademie Irsee und leitet den Kreisverband Kempten/Memmingen, Unterallgäu des Bayernbundes. Er ist verheiratet und hat zwei Kinder.

## Schriften (Auswahl)
- Kempten im Umbruch. Studien zur Übergangsphase von Reichsabtei und Reichsstadt zur bayerischen Landstadt unter besonderer Berücksichtigung von Kontinuität und Wandel in Verfassung und Verwaltung 1799–1818. (= Materialien zur Geschichte des Bayerischen Schwaben. Bd. 12). AV-Verlag, Augsburg, 1989, ISBN 3-925274-22-7.
- (Hrsg.): Jahrhundertblicke auf Kempten 1900–2000. Dannheimer, Kempten, 1999, ISBN 3-88881-035-3.
- Fürststift und Reichsstadt Kempten im Dreißigjährigen Krieg. In: Wolfgang Wüst (Hrsg.): Der Dreißigjährige Krieg in Schwaben und seinen historischen Nachbarregionen 1618–1648–2018. (= Zeitschrift des Historischen Vereins für Schwaben. Bd. 111). Augsburg 2019, S. 125–133.
- „... sind für die Zukunft überflüssig“. Personelle Kontinuitäten in Augsburg und Kempten um 1800. In: Zeitschrift des Historischen Vereins für Schwaben. Bd. 110, 2018, S. 325–337.
- Der Kemptener Fürstabt Rupert von Bodman in seinem Wirken als kaiserlicher Kommissar in der Grafschaft Vaduz und der Herrschaft Schellenberg. In: Rainer Vollkommer, Donat Büchel (Hrsg.): 1712–2012. Das Werden eines Landes. Liechtensteinisches Landesmuseum, Vaduz, 2012, S. 76–83.
- Das Patriziat der Reichsstadt Kempten. In: Wolfgang Wüst (Hrsg.): Patrizier. Wege zur städtischen Oligarchie und zum Landadel. Süddeutschland im Städtevergleich. Peter Lang GmbH, Frankfurt a. M. u. a., 2018, S. 189–196.
- Transfer in Politik und Wirtschaft, Wissenschaft und Kunst. Aspekte der italienischen Beziehungen Kemptens. In: Wolfgang Wüst u. a. (Hrsg.): Schwaben und Italien. Zwei europäische Kulturlandschaften zwischen Antike und Moderne. (= Zeitschrift des Historischen Vereins für Schwaben. Bd. 102). Augsburg 2010, S. 173–184.
- 125 Jahre Heimatverein Kempten. In: Allgäuer Geschichtsfreund.  Bd. 109, 2009, S. 7–26.
- Anmerkungen zur Kemptener Zeitungsgeschichte. In: Frank Edele (Hrsg.): Neueste Weltbegebenheiten. 225 Jahre Verlag und Buchhandlung Tobias Dannheimer. Verlag Tobias Dannheimer, Kempten (Allgäu), 2008, S. 68–79.
- Kempten 1803. Ende einer Doppelstadt, Anfang einer Stadtgemeinde. In: Rainer A. Müller (Hrsg.): Das Ende der kleinen Reichsstädte 1803 im süddeutschen Raum. (= Zeitschrift für bayerische Landesgeschichte. Beiheft B 27). Verlag C. H. Beck, München, 2007, S. 54–65.
- Die Säkularisation des Fürststifts Kempten. In: Birgit Kata u. a. (Hrsg.): Mehr als 1000 Jahre. Das Stift Kempten zwischen Gründung und Auflassung 752-1802. (= Allgäuer Forschungen zur Archäologie und Geschichte. Bd. 1). Likias Verlag, Friedberg, 2006, S. 391–406.
- Die Reichsstadt Kempten im Zeitalter der Reformation. In: Zeitschrift des Historischen Vereins für Schwaben. Bd. 98, 2005, S. 201–206.
- Kempten im Umbruch. Neuorganisation, Integration, Identität. In: Peter Blickle (Hrsg.): Die Mediatisierung der oberschwäbischen Reichsstädte im europäischen Kontext. (= Oberschwaben. Geschichte und Kultur. Bd. 11). Bibliotheca academica-Verlag, Epfendorf, 2003, S. 107–117.

- Adolf Horchler, ein vergessener Bürgermeister? In: Allgäuer Geschichtsfreund. N. F. Bd. 103, 2003, S. 162–176.
- „Zur aufgehenden Sonne“. Aufklärung in der Reichsstadt Kempten. In: Reinhold Bohlen (Hrsg.): Dominikus von Brentano 1740–1797. Publizist, Aufklärungstheologe, Bibelübersetzer. Paulinus-Verlag, Trier, 1997, S. 109–120.
- Daniel Bonifatius von Haneberg 1816–1876. Abt von München St. Bonifaz und Bischof von Speyer. In: Wolfgang Haberl (Hrsg.): Lebensbilder aus dem Bayerischen Schwaben. (=Veröffentlichungen der Schwäbischen Forschungsgemeinschaft bei der Kommission für Bayerische Landesgeschichte. Bd. 15). Anton H. Konrad-Verlag, Weißenhorn 1997, S. 219–229.
- Studien zur Geschichte des Stadtarchivs Kempten. In: Allgäuer Geschichtsfreund. Bd. 94, 1994, S. 111–129.
- Wissenschaftliches Leben in den Benediktinerklöstern Ottobeuren, Irsee und Füssen im Zeitalter der Aufklärung 1750–1800. In: Zeitschrift für bayerische Landesgeschichte. Bd. 54, 1991, H. 1, S. 253–267.
- Quellen zur Geschichte Kemptens. In: Allgäuer Geschichtsfreund. Bd. 90, 1990, S. 9–24.
- Kempten vom Übergang an Bayern bis 1848. In: Volker Dotterweich u. a. (Hrsg.): Geschichte der Stadt Kempten. Verlag Tobias Dannheimer, Kempten (Allgäu), 1989; S. 349–371.
- Die Bibliothek des ehemaligen Benediktinerklosters St. Mang zu Füssen – ein Zeugnis seiner geistesgeschichtlichen Entwicklung. In: Allgäuer Geschichtsfreund. Bd. 85, 1985, S. 40–116.